# Мужская репродуктивная система
Мужская репродуктивная система представляет собой совокупность органов системы размножения (репродуктивной системы) у мужчин (мужских половых органов). Она производит мужские половые клетки, а также мужские половые гормоны, ответственные за формирование и функционирование организма по мужскому типу. Она имеет общие элементы с мочевыделительной системой, образуя мочеполовую систему мужчины. Мужские половые органы являются первичными, то есть первыми и главными половыми признаками мужчин, наблюдаемыми у каждого из них со времени внутриутробного формирования этих органов. Только в период полового созревания под действием активизировавшихся половых гормонов организм приобретает вторичные половые признаки: телосложение и оволосение по мужскому типу, преобладание мышечной ткани над жировой, более низкий тембр голоса по сравнению с типичным для женщин.
Здоровьем и болезнями мужской репродуктивной системы занимается медицинская специальность урология и её специализация андрология.
Мужская репродуктивная система развивается у эмбрионов из тех же первоначально не дифференцированных анатомических структур, что и женская, но под влиянием мужских гормонов андрогенов это развитие протекает иначе и приводит к другой структуре, с более выраженными, крупными наружными органами (мужской половой член в норме длиннее и толще клитора, а мошонка объёмнее больших половых губ).
Для осуществления репродуктивной функции — образования зародыша в женском организме — необходимо оплодотворение яйцеклетки в женской репродуктивной системе мужскими половыми клетками — сперматозоидами, содержащимися в семенной жидкости (сперме), и доставка семенной жидкости к месту оплодотворения. Для этого в мужской репродуктивной системе есть органы, предназначенные для 1) выработки сперматозоидов и мужских половых гормонов — это мужские половые железы (яички), 2) образования семенной жидкости — предстательная железа (простата), семенной пузырёк и 3) доставки спермы к месту оплодотворения (семявыносящий проток, уретра и мужской половой член, через который она проходит).
Половые органы мужчины разделяют на внутренние и наружные. К внутренним относятся половые железы — яички (с их придатками), в которых развиваются сперматозоиды и вырабатывается половой гормон тестостерон, семявыносящие протоки, семенные пузырьки, предстательная железа, бульбоуретральные железы. К наружным половым органам относятся вмещающая яички мошонка и половой член, внутри которого проходит мужской мочеиспускательный канал (мужская уретра), который служит для выведения наружу как мочи из мочевого пузыря, так и семенной жидкости из семявыбрасывающих протоков.

## Яички и мошонка

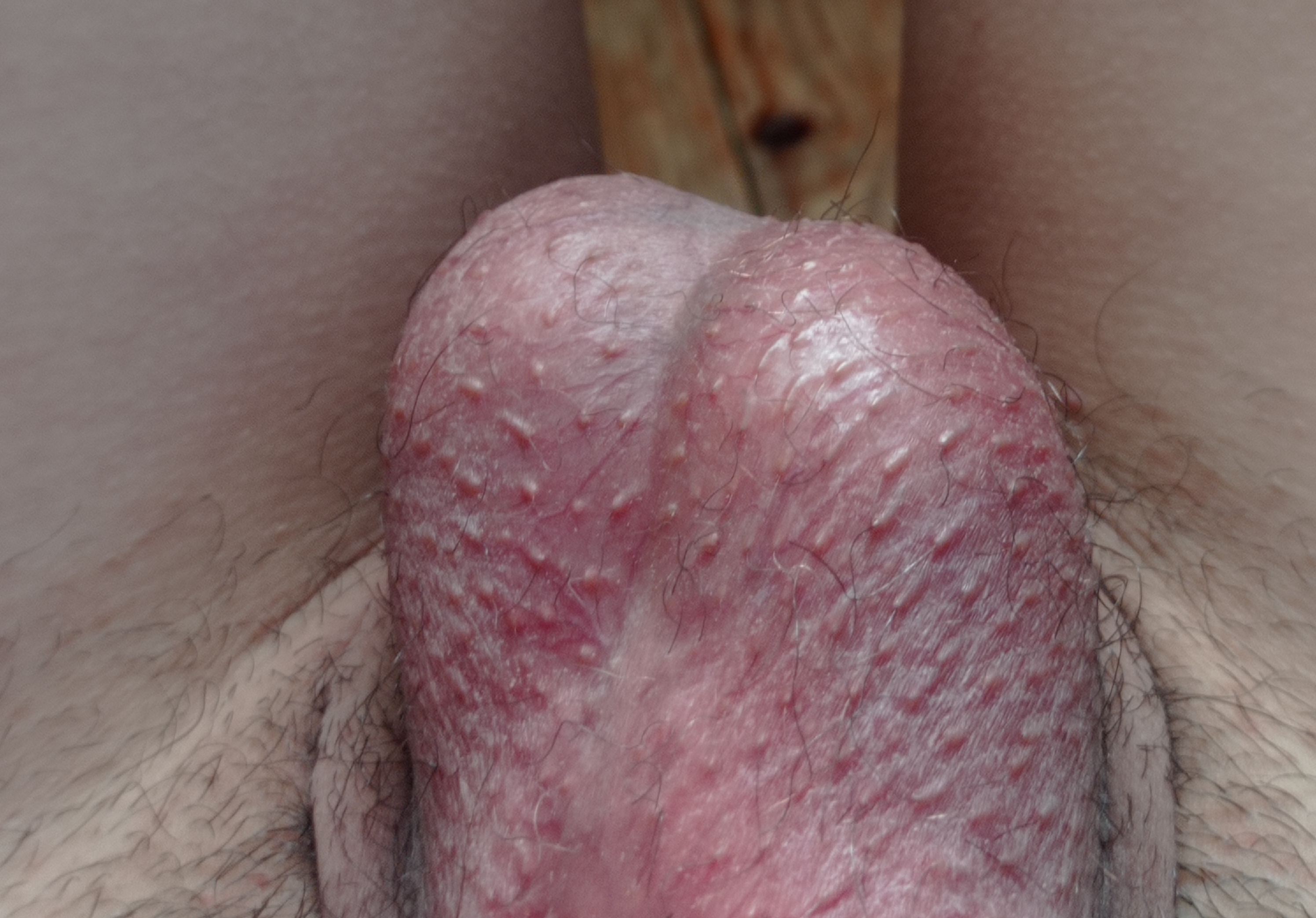
Мужские половые железы яички в мошонке

Половые железы мальчика — яички — незадолго до его рождения опускаются из брюшной полости ребёнка, где они развиваются, в кожный мешочек, называемый мошонкой. Полость мошонки является частью брюшной полости и соединена с нею паховым каналом. После опускания через паховый канал в мошонку яичек паховый канал обычно зарастает соединительной тканью. Опускание яичек в мошонку необходимо для нормального образования сперматозоидов, так как для этого требуется обеспечиваемая в мошонке из-за её более тонкой, чем у брюшной полости, оболочки температура на несколько градусов Цельсия меньше, чем нормальная температура человеческого тела. Если яички останутся в брюшной полости человека, то образования полноценных сперматозоидов в них происходить не будет.
Каждое яичко содержит порядка тысячи извитых семенных канальцев, в которых образуются сперматозоиды. Они вырабатываются эпителиосперматогенным слоем извитых семенных канальцев, в котором есть сперматогенные клетки, находящиеся на различных стадиях дифференцировки (стволовые клетки, сперматогонии, сперматоциты, сперматиды и сперматозоиды), а также поддерживающие клетки (сустентоциты).
Образование зрелых сперматозоидов происходит волнообразно вдоль канальцев. Сами семенные канальцы посредством тонких соединительных трубочек соединены с придатком яичка, называемым также эпидидимисом, имеющим вид сильно извитой трубочки, достигающей у взрослого мужчины длины до 6 метров. В придатке яичка происходит накопление зрелой спермы.
У женщин половые железы (яичники) из тазовой полости не опускаются, и орган, развивающийся у женщин из тех же структур, что у мужчин мошонка — большие половые губы — этих желез не содержит.

## Семявыводящие протоки
От каждого эпидидимиса (придатка яичка) отходит семявыносящий проток. Он проходит из мошонки через паховый канал в брюшную полость. Далее он огибает мочевой пузырь и проходит в нижнюю часть брюшной полости и впадает в мочеиспускательный канал (уретру). Уретра выходит из мочевого пузыря и проходит в своей простатической части предстательную железу.

## Предстательная железа (простата)
Простата является железистым органом, отвечающим за формирование семенной жидкости. В преклонном возрасте нередко наблюдаются её патологическое разрастание (аденома предстательной железы), которое может сдавливать простатическую часть уретры и опасно затруднять мочеиспускание, а также воспаление предстательной железы (простатит). После простаты уретра продолжается внутри мужского полового члена и заканчивается наружным отверстием на его дальнем от лобка конце.

## Половой член

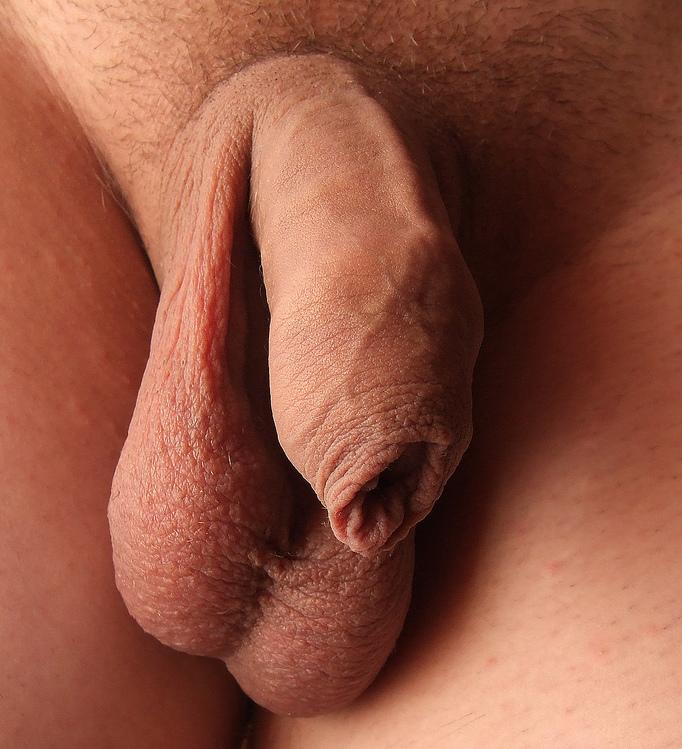
Наружные мужские половые органы

Половой член мужчины (пенис, латин. penis) представляет собой эластичный наружный трубчатый орган, внутри которого проходит мужской мочеиспускательный канал. Половой член начинается от нижней вершины лобкового треугольника. Пенис образован тремя продольными внутренними структурами и имеет общий для них кожный покров. Две расположенных под его верхней поверхностью структуры называются пещеристыми телами. Они имеют полости, способные к кровенаполнению при половом возбуждении (эрекции). Нижняя часть внутренней структуры представляет собой губчатое тело, в котором проходит уретра. На дальнем конце пениса губчатое тело ствола члена переходит в округлую головку полового члена, на вершине которой в норме находится наружное отверстие мочеиспускательного канала, через которое при мочеиспускании выходит моча, а при половом акте семенная жидкость. Головка прикрыта подвижной складкой кожного покрова пениса — его крайней плотью, прикрепленной снизу к головке эластичной уздечкой. Крайняя плоть с наступлением половой зрелости может быть оттянута назад, обнажая головку при эрекции и для осуществления гигиенических процедур с целью удаления скапливающейся смегмы для недопущения воспаления и неприятного запаха.
У женщин гомолог пещеристых тел пениса — орган, состоящий также из двух пещеристых тел и развивающийся из тех же эмбриональных структур, клитор, обычно имеет намного меньший размер и бывает трудноразличим. Через него не проходит женский мочеиспускательный канал, наружное отверстие которого лежит ниже клитора над входом во влагалище. Женская уретра собственно репродуктивной функции не имеет, хотя открывается также в области наружных половых органов (преддверие влагалища) и с мочой у женщины выводятся вещества, указывающие на её репродуктивный статус (см. тест на определение беременности).

## Семенная жидкость
Во время полового акта сперматозоиды, взвешенные в 2—5 мл семенной жидкости, попадают во влагалище женщины. В семенной жидкости содержится глюкоза и фруктоза, служащие для питания сперматозоидов, а также некоторые другие компоненты, в том числе и слизистые вещества, облегчающие прохождение спермы по выводящим каналам в организме человека.
Семенная жидкость образуется в организме мужчины в результате последовательной работы трёх разных желёз. Недалеко от места впадения семявыносящих протоков в мочеиспускательный канал, в семявыносящий проток изливает секрет пара так называемых семенных пузырьков.
Далее к семенной жидкости добавляется секрет предстательной железы, называемой также простатой, которая располагается вокруг мочеиспускательного канала у его выхода из мочевого пузыря. Секрет простаты выводится в мочеиспускательный канал через две группы коротких узких протоков, впадающих в мочеиспускательный канал.
Далее в семенную жидкость добавляет свой компонент пара желёз, носящая название куперовы железы или бульбоуретральные железы. Они располагаются у основания пещеристых тел, расположенных в половом члене.
Секреты, выделяемые семенными пузырьками и куперовыми железами, имеют щелочной характер, а секреты простаты представляют собой водянистую жидкость молочного цвета, имеющую характерный запах.

## Развитие мужской репродуктивной системы
Организм плода формируется по мужскому типу, если в паре половых хромосом его генома наряду с Х- есть Y-хромосома (у женщин обе половые хромосомы это Х-хромосомы).